# Fierbinții de Jos, Ialomița
Fierbinții de Jos este un sat ce aparține orașului Fierbinți-Târg din județul Ialomița, Muntenia, România.